# Pomatorhinus gravivox
Pomatorhinus gravivox е вид птица от семейство Timaliidae.

## Разпространение
Видът е разпространен във Виетнам, Китай, Лаос и Мианмар.